# Roberto Carballés Baena
Roberto Carballés Baena (ur. 23 marca 1993 na Teneryfie) – hiszpański tenisista, reprezentant kraju w Pucharze Davisa, olimpijczyk z Tokio (2020).

## Kariera tenisowa
Startując w gronie juniorów, wygrał French Open 2011 w konkurencji gry podwójnej chłopców wspólnie z Andrésem Artuñedem.
Zawodowym tenisistą został w 2011 roku.
Jest zwycięzcą dwóch turniejów singlowych i jednego deblowego o randze ATP Tour. W singlowej drabince głównej rozgrywek Wielkiego Szlema zadebiutował podczas French Open 2016, przechodząc najpierw przez eliminacje. W 1. rundzie turnieju głównego poniósł porażkę po pięciosetowym meczu z Adamem Pavláskiem.
Od lutego 2025 roku reprezentant Hiszpanii w Pucharze Davisa.
Olimpijczyk z Tokio (2020), gdzie odpadł w pierwszych rundach singla i debla.
W rankingu gry pojedynczej najwyżej był na 49. miejscu (10 kwietnia 2023), a w klasyfikacji gry podwójnej na 127. pozycji (2 marca 2020).

### Finały w turniejach ATP Tour
| Legenda                                      |
| -------------------------------------------- |
| Wielki Szlem                                 |
| Igrzyska olimpijskie                         |
| Tennis Masters Cup / ATP Finals              |
| ATP Masters Series / ATP Tour Masters 1000   |
| ATP International Series Gold / ATP Tour 500 |
| ATP International Series / ATP Tour 250      |

#### Gra pojedyncza (2–1)
| Końcowy wynik | Nr | Data            | Turniej   | Nawierzchnia | Przeciwnik           | Wynik finału     |
| ------------- | -- | --------------- | --------- | ------------ | -------------------- | ---------------- |
| Zwycięzca     | 1. | 11 lutego 2018  | Quito     | Ceglana      | Albert Ramos-Viñolas | 6:3, 4:6, 6:4    |
| Zwycięzca     | 2. | 9 kwietnia 2023 | Marrakesz | Ceglana      | Alexandre Müller     | 4:6, 7:6(3), 6:2 |
| Finalista     | 1. | 7 kwietnia 2024 | Marrakesz | Ceglana      | Matteo Berrettini    | 5:7, 2:6         |

#### Gra podwójna (1–0)
| Końcowy wynik | Nr | Data           | Turniej  | Nawierzchnia | Partner                     | Przeciwnicy                  | Wynik finału |
| ------------- | -- | -------------- | -------- | ------------ | --------------------------- | ---------------------------- | ------------ |
| Zwycięzca     | 1. | 29 lutego 2020 | Santiago | Ceglana      | Alejandro Davidovich Fokina | Marcelo Arévalo Jonny O’Mara | 7:6(3), 6:1  |

### Finały w juniorskich turniejach wielkoszlemowych

#### Gra podwójna (1–0)
| Końcowy wynik | Nr | Data | Turniej            | Nawierzchnia | Partner         | Przeciwnicy                    | Wynik finału      |
| ------------- | -- | ---- | ------------------ | ------------ | --------------- | ------------------------------ | ----------------- |
| Zwycięzca     | 1. | 2011 | French Open, Paryż | Ceglana      | Andrés Artuñedo | Mitchell Krueger Shane Vinsant | 5:7, 7:6(5), 10–5 |